# Bennett Place

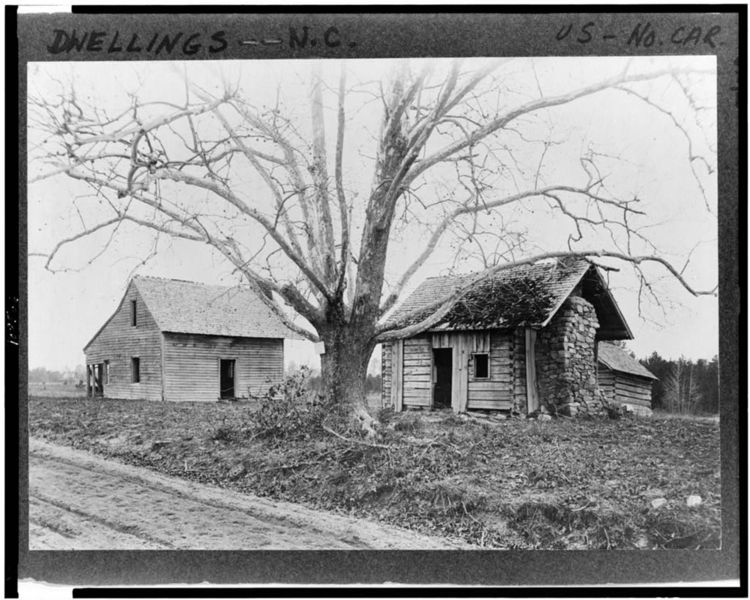
Bennet Place, fotografia z 1904 roku

Bennett Place – popularna nazwa dla domu na farmie w Durham, w Karolinie Północnej, właścicielami byli James i Nancy Bennett (alternatywnie Bennitt). Było to miejsce największego poddania się oddziałów podczas amerykańskiej wojny secesyjnej, 26 kwietnia 1865.